# Associação Atlética Moreninhas
A Associação Atlética Moreninhas (mais conhecida como Moreninhas) é uma associação esportiva brasileira, com sede no bairro Vila Moreninhas, situado na cidade de Campo Grande, capital do Mato Grosso do Sul.
Fundada em 1998, disputou por alguns anos o Campeonato Sul-mato-grossense de Futebol, chegando a estar na primeira divisão em 2003.
Também possui equipe de futebol feminino.

## História
A estreia da Associação Atlética Moreninhas na primeira divisão do Mato Grosso do Sul foi em 1998. Na ocasião, o clube não passou da primeira fase.
Naquele ano o seu estádio foi inaugurado, mas ainda em péssimas condições, o que levou a federação de futebol do estado a cancelar os jogos a serem realizados no local, um dia após a sua inauguração.
Esta equipe teve no Campeonato Sul-Mato-Grossense de Futebol de 2000 a sua melhor campanha, como chegou na fase de quartas de final, ao ser eliminado pelo Esporte Clube Corinthians de Bataguassu.[carece de fontes?] Sua última participação na elite sul-mato-grossense foi na temporada de 2003, quando terminou a competição na décima primeira posição.
Por mais alguns anos, a equipe disputou o Campeonato Sul-Mato-Grossense de Futebol - Série B. O clube foi reativado em 2012, após um breve período de inatividade.
Desde que foi reativada, não conseguiu sair da Série B do Campeonato Sul-mato-grossense.

## Sobre o clube

### Estádio
Também conhecido como Estádio das Moreninhas, o Parque Jacques da Luz é onde a Associação Atlética Moreninhas manda as suas partidas atualmente, situado na cidade de Campo Grande.[carece de fontes?] O mesmo foi reinaugurado em 2003 (com uma partida entre as equipes do CENE e do Moreninhas) após o período de obras que esta praça esportiva passou.
O clube já usou de outros estádios para mandar os seus jogos, como o Pedro Pedrossian (conhecido pelo nome "Morenão", em Campo Grande) e o Frédis Saldivar (na cidade sul-mato-grossense de Dourados).[carece de fontes?]

### Competições
Além de se fazer presente em campeonatos estaduais com suas equipes de base, o clube se fará presente no Campeonato Sul-mato-grossense da Segunda Divisão (Série B) em 2019. 
Não obstante a isto, a equipe representará o seu estado na Série A2 do Campeonato Brasileiro de Futebol Feminino, em 2019.